# Consuelo (Dominikanische Republik)
Consuelo ist eine Gemeinde in der Dominikanischen Republik. Sie ist eine der sechs Gemeinden der Provinz San Pedro de Macorís und hat 25.463 Einwohner (Zensus 2010) in der städtischen Siedlung. In der Gemeinde Consuelo leben 30.051 Einwohner.